# Ernst Brandenburg (Agrarwissenschaftler)
Ernst Brandenburg (* 8. September 1901 in Dreschvitz auf Rügen; † 26. November 1962 in Gießen) war ein deutscher Phytomediziner.

## Leben
Ernst Brandenburg, Sohn eines Landwirts, studierte seit 1923 an der Landwirtschaftlichen Hochschule Berlin und promovierte 1929 an der Landwirtschaftlichen Hochschule Bonn-Poppelsdorf mit der Dissertation Über Mosaikkrankheiten an Compositen. Später arbeitete er als wissenschaftlicher Assistent am Institut für Pflanzenkrankheiten der Universität Bonn und habilitierte sich dort 1939 mit der in Fachkreisen weitbeachteten Arbeit Über die Grundlagen der Boranwendung in der Landwirtschaft.
1941 wurde Brandenburg als ordentlicher Professor und Direktor des Instituts für Pflanzenkrankheiten an die Hochschule für Bodenkultur in Wien berufen. In den ersten Jahren nach dem Zweiten Weltkrieg war er als Lehrbeauftragter wieder an der Universität Bonn tätig. 1950 übernahm er die Leitung des Staatsinstituts für Angewandte Botanik in Hamburg. 1953 wurde er Direktor des neugeschaffenen Instituts für Phytopathologie und Inhaber des Lehrstuhls dieses Faches an der damaligen Hochschule und jetzigen Universität Gießen.
Brandenburgs wissenschaftliches Interesse galt vor allem der Erforschung der Mangelkrankheiten der Kulturpflanzen. Er erkannte die Herz- und Trockenfäule der Rüben (Wachstumshemmungen jüngerer Pflanzenteile, Vergilben der Herzblätter, Braunfärbung der Blattstiele) als Bormangelerscheinungen. Während seiner Tätigkeit in Gießen waren Arbeiten über Viruskrankheiten ein Forschungsschwerpunkt. Brandenburg verstarb bereits im Alter von 61 Jahren.